# Площадь Белинского (Санкт-Петербург)
Площадь Бели́нского — одна из центральных площадей Санкт-Петербурга. Расположена на пересечении набережной реки Фонтанки, Инженерной и Караванной улиц. На площадь выходит мост Белинского.

## Наименование
Первоначальное название Симеоновская площадь встречается с 1890 -х годов, дано по находящейся на другой стороне реки Фонтанки Симеоновской улице. В 1933 году получил современное название площадь Белинского.

## История
Первоначально — Симеоновская площадь (с 1890 года). Название дано по Симеоновской улице.

Современное название дано в 1933 году.

## Достопримечательности

### Большой Санкт-Петербургский государственный цирк(набережная реки Фонтанки, дом 3,Инженерная улица, дом 12, площадь Белинского, дом 1)
Цирк Чинизелли или Госцирк или Большой Санкт-Петербургский государственный цирк. Здание в стиле эклектики построено в 1876-1877 годах по проекту архитектора В.А. Кенеля по заказу антрепренёра Г. Чинизелли. Реконструировался в 1959-1963 и 2013-2016 годах. В 2001 году перед центральным входом установлена скульптура «Цирк приехал» скульптора Арсена Аветисяна. В здании находится Музей циркового искусства.

### Мост Белинского
Мост Белинского трёхпролётный через реку Фонтанку построен в 1785 году по проекту архитектора Ж.-Р. Перроне. Опоры моста возведены из каменной кладки и облицевали гранитом. Длина моста 56 м, ширина — 19 м.

### Доходный дом П.А. Фокина (набережная реки Фонтанки, дом 5,Караванная улица, дом 2)
Доходный дом П.А. Фокина построен в стиле эклектики в 1898-1899 годах по проекту архитектора Л.Н. Бенуа для купца П.А. Фокина. Сейчас в здании находится музей «Свиное рыло».

### Здание Инженерного Ведомства (Караванная улица, дом 1, Инженерная улица, дом 13)
Здание Инженерного Ведомства или ВНИИТэлектро или Бизнес-центр «На Караванной». Здание в стиле эклектики построено в 1880-1882 годах по проекту архитекторов Х.И. Грейфана, А.А. Карбоньера и военного инженера Д.В. Покотилова. С 2009 года здание занимает Бизнес-центр «На Караванной».

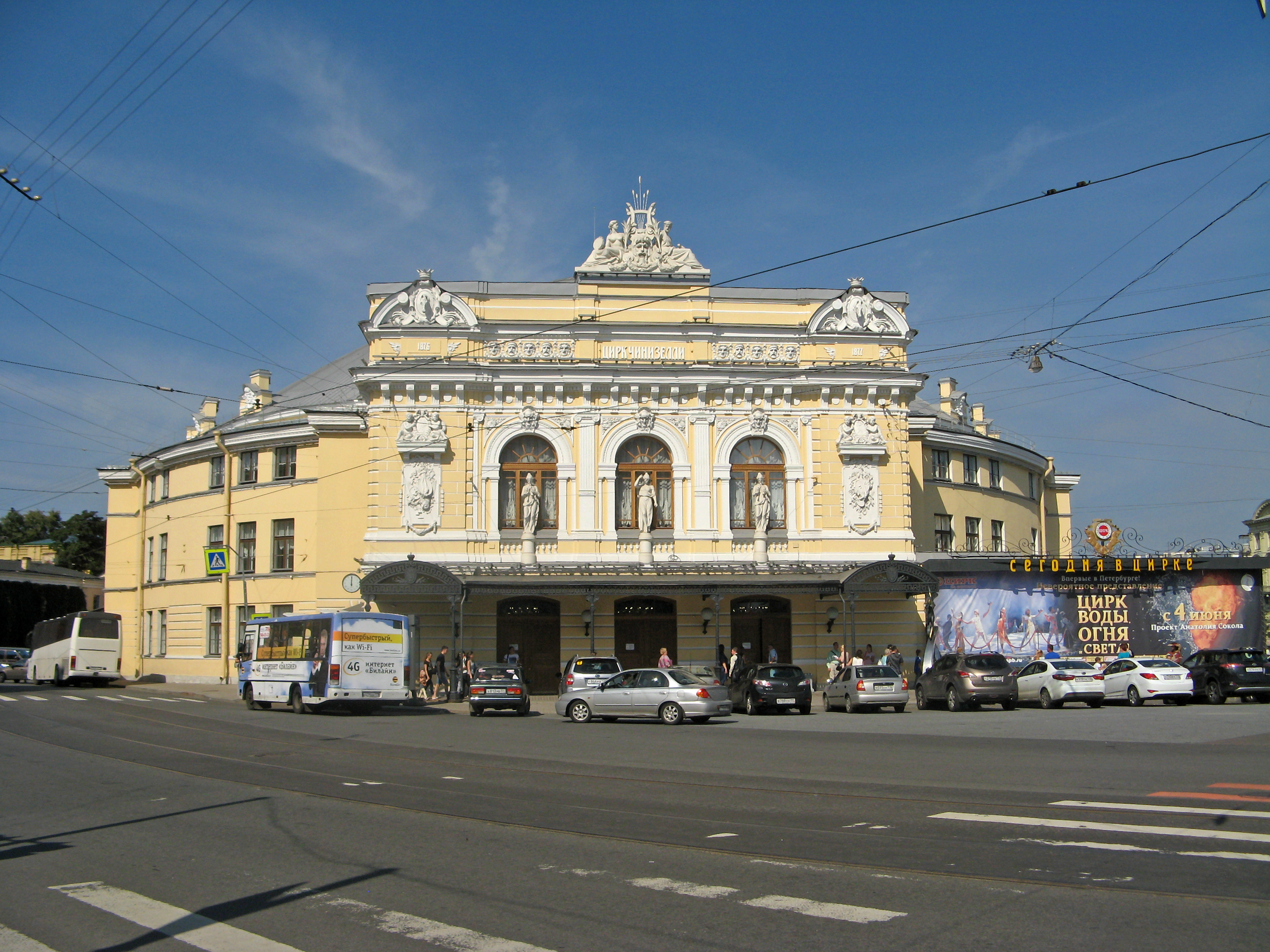
Большой Санкт-Петербургский государственный цирк
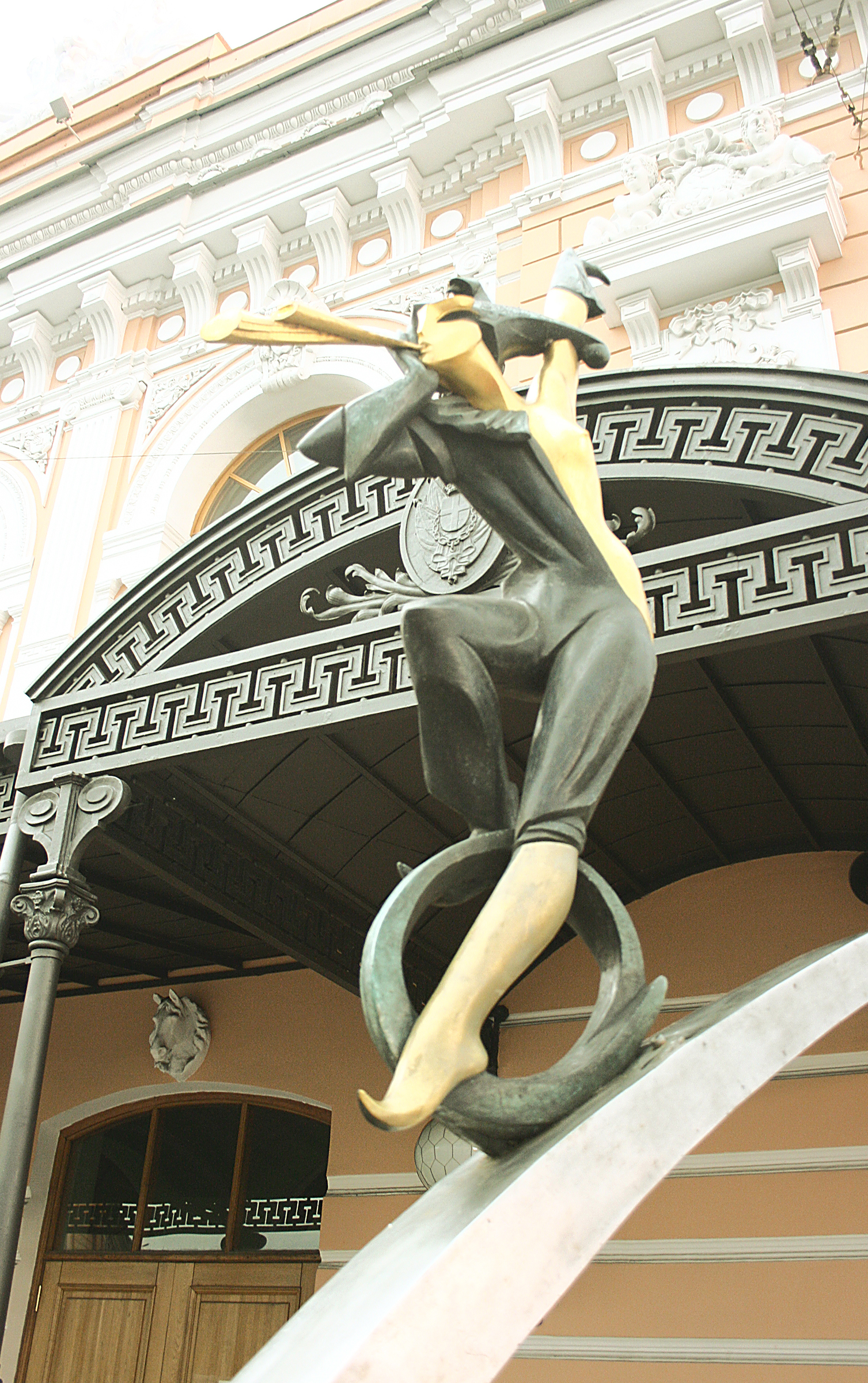
Скульптура «Цирк приехал»
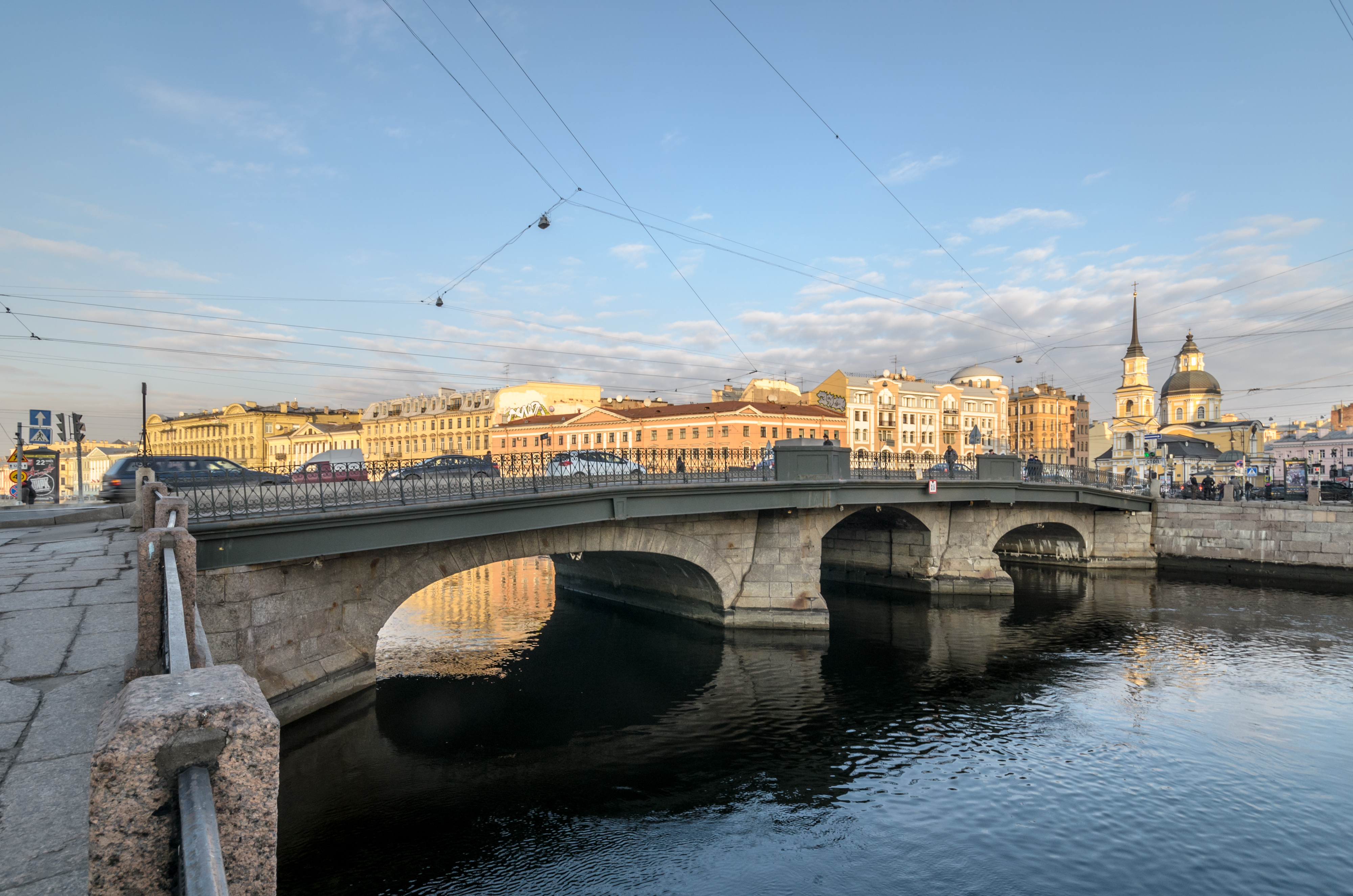
Мост Белинского
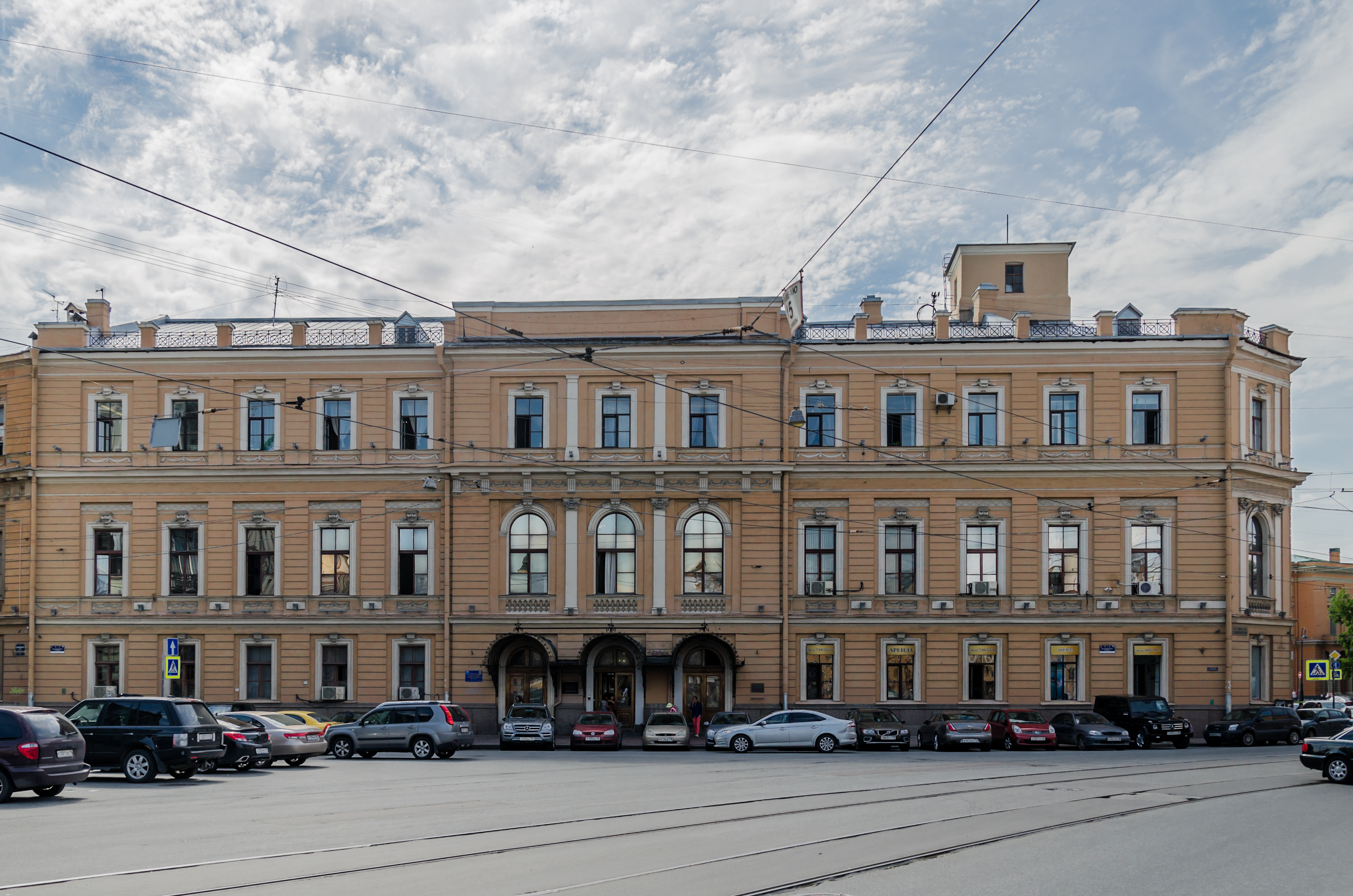
Здание Инженерного Ведомства

## Транспорт
Ближайшие станции метро к площади Белинского:  Гостинный двор (пешком до площади 860 м),  Маяковская(1,35 км),  Чернышевская  (1,7 км).